# 8e Bataljon, Drost-kamp II
Het 8e Bataljon, ook bekend als het Drost-kamp II in Malang, was tijdens de Japanse bezetting van Nederlands-Indië in de periode van 17 maart 1942 tot 15 februari 1943 een interneringskamp. Dit kamp lag ongeveer 1 km ten oosten van het station en niet ver van het 10e Depot Bataljon (Drost-kamp I).